# UBS Arena
UBS Arena is een multifunctionele arena in Belmont Park in Elmont, New York. De arena werd geopend op 19 november 2021 en is de thuisbasis van de New York Islanders van de National Hockey League (NHL), ter vervanging van het Nassau Coliseum .

## Geschiedenis

### The Lighthouse Project en Barclays Center
Het Nassau Veterans Memorial Coliseum was de op één na oudste faciliteit in de NHL, na de tweemaal gerenoveerde Madison Square Garden. Het was ook de op een na kleinste arena in de competitie. Er waren reeds verschillende pogingen ondernomen om het verouderde gebouw te renoveren of te vervangen, waaronder het Lighthouse Project - een voorstel uit 2004 om het Colosseum te renoveren en er een grotere sport-, amusements- en woonwijk omheen te bouwen Later zou het project volledig geannuleerd worden.  
In augustus 2011 stemden de kiezers in Nassau County tegen een referendum dat een openbare obligatie van $ 400 miljoen zou hebben toegekend voor de bouw van een arena van $ 350 miljoen en een honkbalpark van $ 50 miljoen. In oktober 2012 kondigden de Islanders aan dat ze zouden verhuizen naar Barclays Center in Brooklyn zodra hun huurovereenkomst voor het Colosseum afloopt na het seizoen 2014-15.  
Aangezien Barclays Center in de eerste plaats was ontworpen als een basketbalarena, werd de hockeyconfiguratie bekritiseerd door fans omdat ze stoelen hadden met belemmerd uitzicht, terwijl de ijskwaliteit door spelers als ondermaats werd bekritiseerd.  

### Arena-deal, constructie
In december 2017 kwamen er plannen voor een nieuwe arena met 18.000 zitplaatsen in het Belmont Park. De nieuwe arena zou naar verwachting op tijd klaar zijn voor het NHL-seizoen 2021–22 .   Ondertussen begonnen de Islanders in het seizoen 2018-19 geleidelijk meer thuiswedstrijden te spelen in het Colosseum. 
Op 23 september 2019 werd de eerste baksteen gelegd voor de arena.  
Vanwege de COVID-19-pandemie werden alle niet-essentiële bouwprojecten tijdelijk stilgelegd.  Op 27 mei 2020 mocht de bouw hervat worden; teamfunctionarissen verwachtten dat de bouw op tijd klaar zou zijn zodat de ploeg in oktober 2021 kunnen beginnen met spelen, ondanks de pauze van twee maanden. 
In juli 2020 werd UBS aangekondigd als de naamgevingsrechtensponsor van de nieuwe arena onder een 20-jarige overeenkomst, waarbij de faciliteit UBS Arena werd genoemd. 

## Evenementen

### Optredens
De rockgroep Chicago gaf het eerste concert in de arena als onderdeel van een benefiet voor UBS op 19 november 2021.
De Britse zanger Harry Styles hield het eerste openbare concert in de arena op 28 november 2021.